# Grant Young
Grant Young (3 de marzo de 1971 en Ciudad del Cabo) es un exfutbolista sudafricano que jugaba de delantero.
Desempeñó la mayor parte de su carrera en el Hellenic previo a su desaparición en 2004 y, luego, en el Auckland City neozelandés, en donde cosechó seis títulos, cuatro torneos de liga y dos Liga de Campeones de la OFC hasta su retiro en 2010. Llegó a jugar también una temporada para el KAA Gent belga entre 1995 y 1996.
En el 2014 fue reconocido como uno de los mejores 16 jugadores de la primera década de la primera división de Nueva Zelanda, aunque no llegó a formar parte del 11 ideal.

## Carrera
Debutó en 1991 jugando para el Hellenic. Sus buenas actuaciones lo llevarían a firmar en 1994 con el KAA Gent de la Primera División de Bélgica, sin embargo, no logró dejar una buena impresión y regresó en 1995 al elenco sudafricano. Fue partícipe de la obtención del 4.º lugar en la temporada 1996/97, la mejor colocación de club en la Premier Soccer League.
En 2004, la franquicia fue vendida y el club desapareció. Young buscó un nuevo destino en Nueva Zelanda, donde se unió al Auckland City, que había sido fundado ese mismo año para disputar el también recién creado New Zealand Football Championship. Formando una dupla ofensiva con su compatriota Keryn Jordan, llevó al club de Auckland a ganar la liga tres veces consecutivas entre 2005 y 2008 y en otra ocasión en 2009; y dos veces el máximo torneo internacional de Oceanía, en las ediciones de 2006 y 2009. En 2010 decidió dar fin a su carrera.

### Clubes
| Club                        | País          | Año         |
| --------------------------- | ------------- | ----------- |
| Hellenic Football Club      | Sudáfrica     | 1991 - 1995 |
| KAA Gent                    | Bélgica       | 1996 - 1997 |
| Hellenic Football Club      | Sudáfrica     | 1997 - 2004 |
| Auckland City Football Club | Nueva Zelanda | 2004 - 2010 |

### Selección nacional
Representó a Sudáfrica en un amistoso disputado el 12 de junio de 1994 en donde la selección sudafricana cayó derrotada por 1-0 a manos de Australia.

## Palmarés
| Título                | Club          | País          | Año     |
| --------------------- | ------------- | ------------- | ------- |
| Campeonato de Fútbol  | Auckland City | Nueva Zelanda | 2004-05 |
| Campeonato de Fútbol  | Auckland City | Nueva Zelanda | 2005-06 |
| Camp. Cls. de Oceanía | Auckland City | Nueva Zelanda | 2006    |
| Campeonato de Fútbol  | Auckland City | Nueva Zelanda | 2006-07 |
| Campeonato de Fútbol  | Auckland City | Nueva Zelanda | 2008-09 |
| Liga de Campeones     | Auckland City | Nueva Zelanda | 2008-09 |